# Heby
Heby è una città della Svezia, capoluogo del comune omonimo, nella contea di Uppsala. Ha una popolazione di 2 687 abitanti.